# Abdou Atchabao
Abdou Atchabao, né le 18 juin 1990 à Dapaong (Togo), est un footballeur gabonais d'origine togolaise. Évoluant au poste d'attaquant, il joue à la Maghreb Association sportive.

## Biographie
Il reçoit sa première sélection en équipe du Gabon le 10 janvier 2016, en amical contre l'Ouganda (score : 1-1). Toutefois, ce match n'est pas reconnu par la FIFA. Il joue son premier match officiel le 24 janvier 2016, contre la Côte d'Ivoire, lors du championnat d'Afrique des nations 2016 (défaite 4-1).

## Palmarès
- Champion du Gabon en 2016 et 2017 avec le CF Mounana
- Vainqueur de la Coupe du Gabon en 2013 et 2015 avec le CF Mounana